# 馮綬
馮綬（1505年—？年），字以著，四川潼川州遂寧縣人，匠籍，四月二十二日生，行二，治《春秋》，明朝政治人物。

## 生平
由國子生中式四川鄉試第三十九名舉人，年三十七歲中式嘉靖二十年（1541年）辛丑科會試第一百九十二名，第三甲第一百一十一名進士。

## 家族
曾祖馮源廣，知縣；祖馮玠；父馮直之；母王氏；繼母陳氏。慈侍下。兄纓，弟紳；繡；紬；繰；絹；縝；紱；纘；縉；繽；綰；絢；繻。